# Diaethria carmen
Diaethria carmen är en fjärilsart som beskrevs av Achille Guenée 1872. Diaethria carmen ingår i släktet Diaethria och familjen praktfjärilar. Inga underarter finns listade i Catalogue of Life.